# 1961 aux échecs
| Années des échecs : 1958 - 1959 - 1960 - 1961 - 1962 - 1963 - 1964    |
| Décennies des échecs : 1930 - 1940 - 1950 - 1960 - 1970 - 1980 - 1990 |

Cet article présente les faits marquants de l'année 1961 aux échecs.

## Événements majeurs
Mikhaïl Botvinnik remporte le Championnat du monde d'échecs 1961 qui l'oppose à Mikhaïl Tal.

## Championnats nationaux
- Argentine : Héctor Rossetto remporte le championnat[1],[2]. Chez les femmes, Aida Karguer s’impose.
- Autriche : Pas de championnat[3], chez les femmes non plus[4].
- Belgique : Paul Limbos remporte le championnat[5]. Chez les femmes, Louise Loeffler s’impose[6].
- États-Unis du Brésil : Ronald Camara remporte le championnat[7]. Chez les femmes, c’est Dora de Castro Rubio qui s’impose.
- Canada : Lionel Joyner remporte le championnat[8].
- Chine : Pas de championnat[9].
- Écosse : James Macrae Aitken remporte le championnat[10].

- Espagne : Jaime LLadò remporte le championnat[11]. Chez les femmes, c’est Pepita Ferrer qui s’impose[12].
- États-Unis : Bobby Fisher remporte le championnat[Note 1],[13]. Chez les femmes, pas de championnat[14].
- Finlande: Kaarle Ojanen remporte le championnat[15].
- France : Guy Mazzoni remporte le championnat [16]. Chez les femmes, pas de championnat[17].
- Inde : Manuel Aaron remporte le championnat[18].
- Iran : Touraj Ebrahimi remporte le championnat[19].

- Pays-Bas : Hoan Liong Tan remporte le championnat masculin[20]. Chez les femmes, c’est Fenny Heemskerk qui s’impose.
- Pologne : Pas de championnat[21].
- Royaume-Uni : Jonathan Penrose remporte le championnat[22].

- Suisse : Dieter Keller remporte le championnat [23]. Chez les dames, c’est Madeleine Batchinsky-Gaille qui s’impose[24].
- RSS d'Ukraine : Youri Kots remporte le championnat[25],[26], dans le cadre de l’U.R.S.S.. Chez les femmes, Olga Andreïeva s’impose[27].
- RFP Yougoslavie : Petar Trifunović remporte le championnat[28],[29]. Chez les femmes, Katarina Jovanović s’impose.

## Divers
- La Berliner Schachgesellschaft 1827 Eckbauer remporte le championnat national des clubs en Allemagne de l'Ouest

## Naissances
- Maïa Tchibourdanidzé, championne du monde de 1978 à 1991

## Nécrologie
- En 1961 : Blažena Janečková (en)
- 9 février : Grigory Levenfish
- 20 février : Dugald MacIsaac (en)
- 5 mars : Charles G. M. Watson (en)
- 8 mars : Johannes Addicks (en)
- 15 mars : Akiba Rubinstein
- 28 mars : Johannes Terho (en)
- 18 mai : Charles Blake (en)
- 28 juillet : Sava Vuković (en)
- 7 septembre : Anton Kohler (en)
- 16 novembre : Edward Guthlac Sergeant (en)